# Liberalismo (relações internacionais)
Liberalismo é uma escola de pensamento dentro da teoria das relações internacionais que gira em torno em torno de três princípios interrelacionados:
- Rejeição da política do poder como o único resultado possível das relações internacionais; ele questiona os princípios de segurança/guerra do realismo.
- Acentuação dos benefícios mútuos e a cooperação internacional
- Implementação das organizações internacionais e atores não-governamentais para moldar preferências de Estado e escolhas de política[1]

Essa escola de pensamento enfatiza três fatores que encorajam mais cooperação e menos conflito entre Estados:
- Instituições internacionais, como a ONU, que fornecem um fórum para resolver disputas de uma forma não-violenta
- Comércio internacional pois quando as economias dos países estão interconectadas através do comércio eles são menos propensos a irem à guerra uns com os outros
- Propagação da democracia já que democracias bem estabelecidas não vão à guerra umas com as outras, logo se houver mais democracias, a guerra interestatal será menos frequente na visão dos liberais[2]